# موسم القتال الأفغاني

أعداد القتلى في صفوف قوات التحالف شهريًا منذ بداية الحرب حتى عام 2015، مع توضيح الذروات الموسمية خلال أشهر الصيف.

يشير موسم القتال في أفغانستان إلى استئناف القتال بشكل دوري كل ربيع أثناء الحرب في أفغانستان (2001-2021) بسبب العوامل الجوية والاقتصادية. كانت تمتد عادة من أبريل إلى أكتوبر وشهدت عددًا أكبر من الوفيات القتالية مقارنة بالموسم العادي. كانت حركة طالبان تطلق سنويًا على استئناف القتال بعد الشتاء اسم غزوة الربيع.

## العوامل
تعاني أفغانستان من شتاء قاس ونظام مواصلات ضعيف، مما يترك أجزاء كثيرة من البلاد مغطاة بالثلوج حتى الربيع. وبالمثل، فإن العديد من الطرق المؤدية إلى باكستان، والتي يأتي منها المجندون والأسلحة، تكون غير مؤهلة للسير لعدة أشهر.

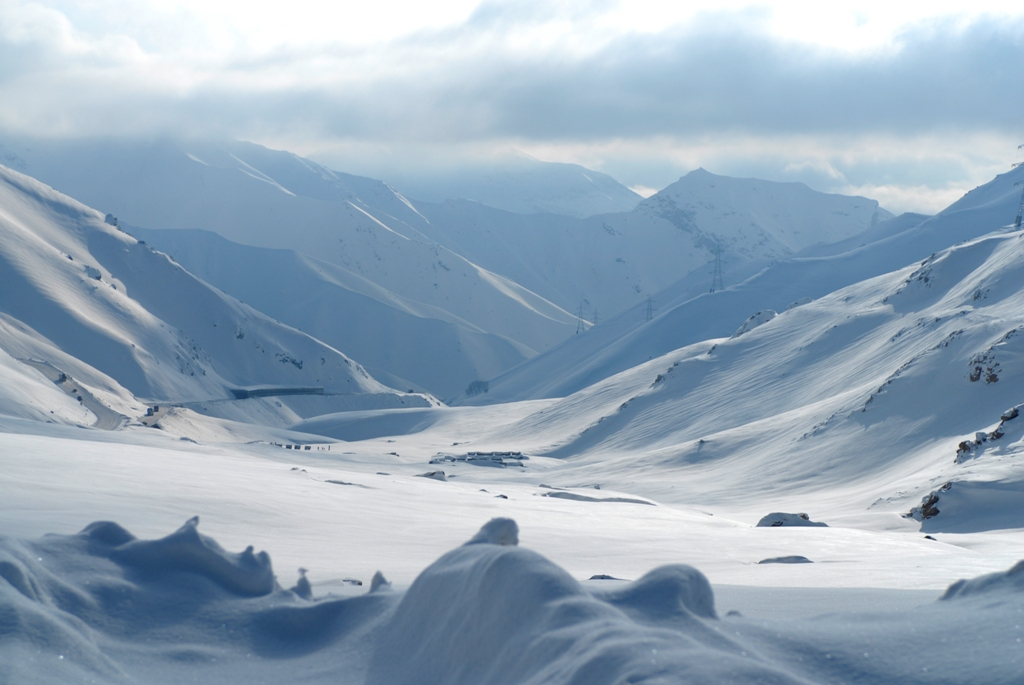
يتسبب فصل الشتاء في عدم إمكانية عبور العديد من الطرق الرئيسية، مثل ممر سالانج الموضح هنا، بسبب تساقط الثلوج بكثافة.

المدارس الدينية في باكستان تدخل في عطلة خلال فصل الربيع. غالبًا ما يتطوع المجندون الجدد الذين خضعوا لتدريب ديني وعسكري للقتال في أفغانستان.